# La nit transfigurada
La nit transfigurada, op. 4 (en alemany: Verklärte Nacht, 1899), és un sextet per a corda en un moviment, considerat com la primera obra important d'Arnold Schönberg. Es va inspirar en el poema homònim de Richard Dehmel i al fet que Schönberg va conèixer Mathilde von Zemlinsky, germana del seu professor Alexander von Zemlinsky, que més tard esdevindria la seva muller. Schönberg va compondre aquest complexíssim i apassionat sextet de corda en menys de tres setmanes després de conèixer Mathilde. L'estrena de Verklärte Nacht, l'any 1902, va resultar controvertida, potser per l'atrevit cromatisme i els flirtejos amb l'atonalitat. Les referències sexuals, massa explícites per a l'època, del poema de Dehmel també van poder influir-hi.

## Anàlisi
En el punyent poema de Dehmel, una parella d'amants passegen pel bosc sota la llum de la lluna. La dona li confessa un secret al seu amant: espera un fill d'un altre home; però encara que aquest home ja no significa res per a ella, se sent avergonyida i turmentada per un sentiment de culpabilitat. Després de reflexionar, l'home li diu que l'accepta, i que l'estima tant que acceptarà el fill com si fos propi. Per mitjà de l'amor, l'home es transfigura emocionalment i és capaç de desfer-se dels prejudicis socials. Els amants culminen amb l'èxtasi d'un bes d'amor. Els sentiments que desplega el poema de Dehmel es reflecteixen en l'obra de Schönberg al llarg de cinc seccions, començant per la tristesa de la confessió de la dona i incloent un interludi neutral en el qual l'home reflexiona sobre la confessió, i un finale, la radiant acceptació per part de l'home i el perdó de la seva amant: O sieh, wie klar das Weltall schimmert! Es ist ein Glanz um Alles her (mira amb quanta intensitat brilla l'univers! Hi ha una resplendor pertot arreu).
Schönberg, capdavanter del moviment cap a l'atonalitat a les primeries del segle XX i creador del dodecafonisme, és potser més conegut per la impenetrabilitat de les seves obres posteriors. Així, l'estil més conservador de Verklärte Nacht (opus 4, una obra realment primerenca) pot desconcertar els oients. L'estil de la peça està connectat amb el post-romanticisme i l'expressionisme alemanys. Schönberg, es mostra influït per la música de Johannes Brahms i Richard Wagner. Això és evident, per exemple, en l'ús del cromatisme (derivat de Tristany i Isolda de Wagner) i en la desconnexió de les frases en el límit dels compassos (una influència de Brahms). La musicalitat es manté durant tota l'obra, amb mínimes incursions en l'atonalisme. És remarcable l'absència, en la major part de l'obra, d'un vertader centre tonal, tot i que es tracta d'una composició clarament tonal que utilitza els acords tradicionals construïts en terceres.
Les cinc parts es corresponen amb l'estructura del poema de Dehmel, en les quals els temes musicals actuen com a metàfora de la narració. D'aquesta manera, la peça esdevé un dels primers exemples de música programàtica composta per a conjunt de cambra.
La partitura original requereix dos violins, dues violes i dos violoncels. L'any 1917, Schönberg va arranjar-la per a orquestra de corda, arranjament que va revisar l'any 1943. Existeix també una versió per a trio amb piano, deguda a Eduard Steuermann. La versió per a orquestra de corda ha esdevingut la més interpretada i enregistrada. L'obra també s'ha utilitzat per a diversos ballets.

## Obres relacionades
- Erwin Schulhoff, Sextet per a dos violins, dues violes i dos violoncels, 1923
- Antony Tudor, Pillar of Fire, 1942 (ballet)
- Milton Babbitt Transfigured Notes, 1986 (orquestra de corda)
- Gary Lucas, Verklarte Kristallnacht, 1988 (rock/pop alternatiu)
- John Zorn, Kristallnacht, 1993 (rock/pop alternatiu)
- Raffaella Giordano, Transfigured Night, 1998 (dansa contemporània)
- Björk, "Hidden Place" de l'àlbum Vespertine, 2001 (electrònica)
- Tero Saarinen, Transfigured Night, 2002 (ballet)